# Stanisław Kostka Rosołkiewicz

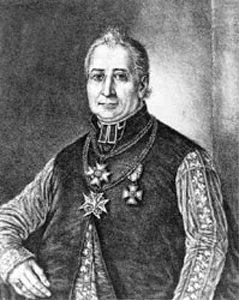
Stanisław Kostka Rosołkiewicz

Stanisław Kostka Rosołkiewicz (* 13. November 1775 in Altschottland bei Danzig; † 16. Juni 1855 in Danzig) war ein katholischer Priester der Danziger Diözese.
Er besuchte die Volksschule in Altschottland, danach studierte er Philosophie und Theologie im Priesterseminar in Leslau. 1797 bis 1799 unterrichtete er in der Schule in Bromberg. Am 1. September 1799 wurde er in Leslau zum Priester ordiniert.
Der Leslauer Bischof Józef Ignacy Rybiński entsandte ihn zur seelsorgerischen Tätigkeit nach Danzig. Er wurde Vikar, 1818 Pfarrer an der Königlichen Kapelle Danzig. 1816 wurde er zum Danziger Dekan und Päpstlichen Kammerherren ernannt.
Dank seiner Initiative wurde in Danzig 1848 eine Niederlassung der katholischen Pius-Gesellschaft gegründet, die sich mit dem Betrieb von Krankenhäusern und Altersheimen beschäftigte. Am 19. März 1853 wurde das Marien-Krankenhaus an der Weidengasse eingeweiht.
Zum 50. Jahresjubiläum der Priesterweihe am 1. September 1849 wurde Stanisław Kostka Rosołkiewicz vom König Friedrich Wilhelm IV. mit dem Roten Adlerorden III. Klasse ausgezeichnet. Der Stadtrat hat ihn mit der Ehrenbürgerwürde der Stadt Danzig geehrt.

## Quelle
- Biografie (polnisch)

| Personendaten    | Personendaten                  |
| ---------------- | ------------------------------ |
| NAME             | Rosołkiewicz, Stanisław Kostka |
| KURZBESCHREIBUNG | katholischer Priester          |
| GEBURTSDATUM     | 13. November 1775              |
| GEBURTSORT       | Altschottland bei Danzig       |
| STERBEDATUM      | 16. Juni 1855                  |
| STERBEORT        | Danzig                         |